# Henri Boutet

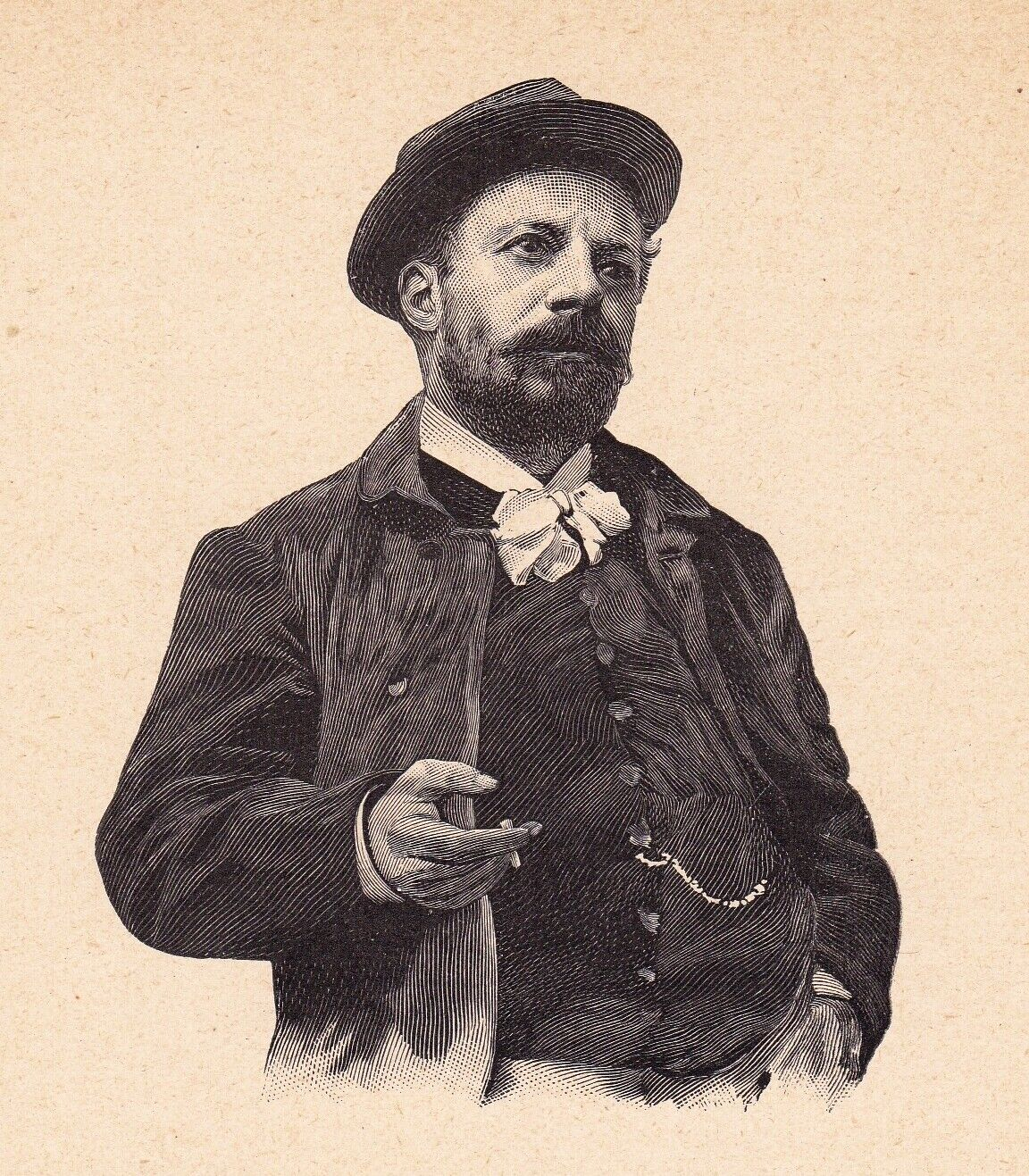
Ritratto di Henri Boutet (1851-1919)

Henri Boutet (Sainte-Hermine, 25 maggio 1851 – Parigi, 9 giugno 1919) è stato un disegnatore e incisore francese.

## Biografia
Il padre di Henri Boutet era orefice e suo nonno locandiere a Sainte-Hermine.
Diresse a fianco di Henri Second la rivista L'Art moderne (1882-1883) che conteneva incisioni. 
Negli anni novanta dell'Ottocento Boutet si specializzò nella produzione di acqueforti e puntesecche rappresentando donne svestite e conobbe un po' di fama in un pubblico di nicchia e la tiratura era limitata.
Poiché il suo successo era in crescita, Boutet fondò una propria casa editrice e vendette le sue produzioni a periodici come Le Frou-frou, L'Assiette au Beurre, Le Pêle-Mêle, o a pubblicazioni artistiche come La Plume, L'Estampe originale, L'Estampe moderne e la Collection des cent. Boutet illustrò numerosi almanacchi (L'année féminine), calendari e menu.

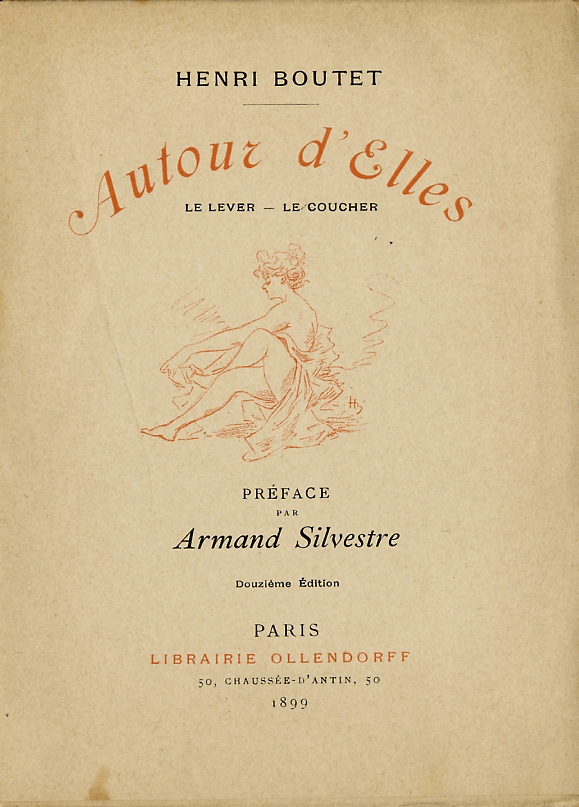
Copertina di Autour d'Elles - 1899

Alla fine del 1898, durante il lungo conflitto sociale e politico provocato dall'affare Dreyfus, Henri Boutet fu uno dei firmatari della prima dichiarazione della Ligue de la patrie française, un manifesto moderatamente nazionalista e privo di ogni antisemitismo. 
Nel 1899, egli pubblicò Autour d'elles - Le lever - Le coucher e nel 1902 uscì Les Modes féminines du XIXe siècle, che comprendeva cento punte secche dipinte a mano e mostrando l'evoluzione della moda femminile tra il 1801 al 1900.
Partecipò al Salon des arts incohérents e al Salon des Cent.

## Altre opere pubblicate
- Boutet embêté par Courtry, introduzione Léon Maillard, incisioni di Boutet e Charles Courtry, Bibliothèque Artistique et Littéraire, 1896[2]
- Croquis originaux ayant servi à l'illustration des "Déshabillés au théâtre", Floury, 1896
- Pierre de La Mésangère, Les petits mémoires de Paris, sei volumi illustrati da Boutet e Paul Guignebault, Dorbon l'aîné, 1908-1909
- Impressions et croquis. Soixante lithographies originales rehaussées de pastel, 1912
- Le petit café blanc, Librairie Barboteaux, 1913
- Le Cœur de Paris en 1915 : Tableaux de la guerre, 1916
- L’Âme de Paris. Tableaux de la guerre de 1914, 1915
- Les fils de Washington en France, 215 lithographies, 1918
- Revue La Plume, numero speciale Henri Boutet, 15 mai 1895.